# 国際連合安全保障理事会決議204
国際連合安全保障理事会決議204（こくさいれんごうあんぜんほしょうりじかいけつぎ204、英: United Nations Security Council Resolution 204）は、1965年5月19日に国際連合安全保障理事会で採択された決議である。ポルトガルに対するセネガルの苦情申し立てを受けて、ポルトガル軍のセネガル侵略に遺憾の意を表し、セネガルの領土保全のために必要なあらゆる措置を講じるように求めた。